# القوات البرية للجيش الشعبي الوطني

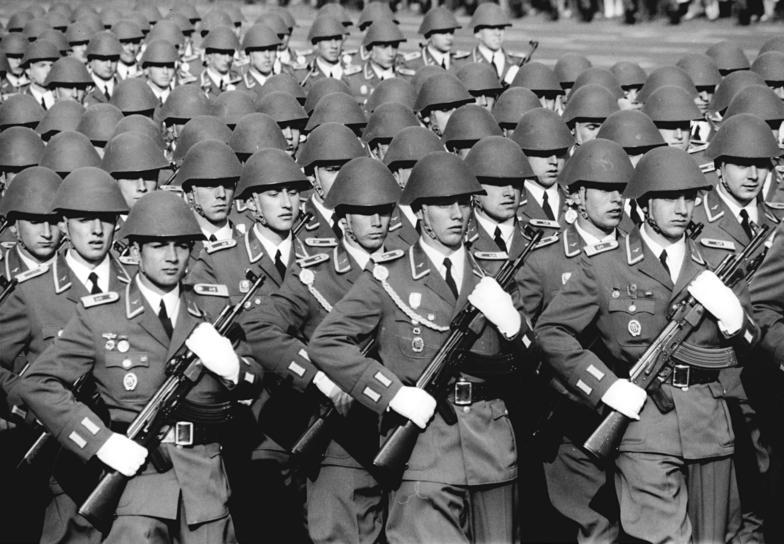
القوات البرية للجيش الشعبي الوطني

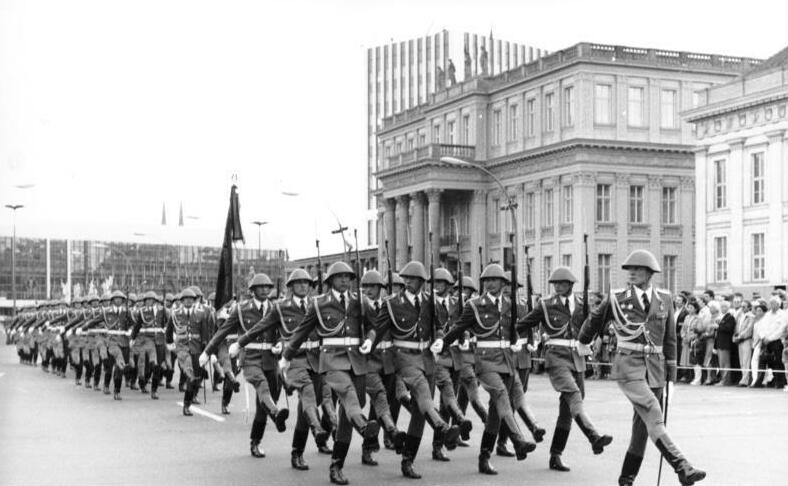
فرقة من القوات البرية في عرض عسكري في برلين الشرقية في مايو 1985

القوات البرية للجيش الشعبي الوطني  (بالألمانية: Landstreitkräfte der Nationalen Volksarmee - LaSK)‏، الفرع العسكري للجيش الشعبي الوطني الألماني (GDR). أُنشئت قيادة القوات البرية في جيلتو في 1 ديسمبر 1972 كهيئة إدارة تم إنشاؤها للقوات البرية. تم إنشاء الجيش الشعبي الوطني نفسه في 1 مارس 1956 من Kasernierte Volkspolizei (شرطة الشعب).

## التنظيم

التنظيم وقت السلم في عام 1986

تم تنظيم القوات البرية للجيش الشعبي الوطني وقت السلم منذ عام 1972 تحت قيادة Kommando Landstreitkraefte (KDO. آسك). كانت أكبر تشكيلاتها بين عامي 1956 و1990 المناطق العسكرية الثالثة والخامسة، والتي كانت تتكون عمومًا من ثلاثة أقسام نشطة لكل منها، بالإضافة إلى التدريب والدعم القتالي والوحدات اللوجستية.
في حين أن هاتين المنطقتين كانتا تحتلان الجزء الأكبر من القوات البرية لجمهورية ألمانيا الديمقراطية، وعناصر إضافية من المدفعية والدعم، إضافة إلى قوات المظليين الأربعين. كان Fallschirmjägerbataillon (تمت ترقيته إلى Luftsturmregiment 40 في عام 1986) تحت قيادة Kdo المباشرة لاسك.
في زمن الحرب، تحولت كلتا المنطقتين العسكريتين إلى جيوش. الجيش الثالث في الجنوب المعزز بأقسام الاحتياطي في جمهورية ألمانيا الديمقراطية 10 و6 و17. والجيش الخامس في الشمال، المعزز من قبل الفرقة الرابعة والتسعين للحرس السوفيتي وأفواج الدبابات 138 و221 من الجيش الاحمر. كان من المفترض أن تتم إدارة كلا الجيشان من القيادة العليا السوفيتية، بينما كان يجب أن يركز كوماندو لاندستكريفت على سلسلة التوريد العسكرية، والخدمات الطبية والأمن الداخلي والمساعدة في السيطرة على غرب برلين.

## معدات
الأسلحة الصغيرة :
| اسم                      |  | بلد المنشأ                                              | اكتب                     | كمية | ملاحظات |
| ------------------------ |  | ------------------------------------------------------- | ------------------------ | ---- | --- |
| ماكاروف                  |  | وصلة=\|حدود الاتحاد السوفيتي · East Germany             | مسدس نصف أوتوماتيكي      |      | |
| ناجانت M1895             |  | وصلة=\|حدود الاتحاد السوفيتي                            | مسدس                     |      | المستوردة بأعداد صغيرة ورأى فائدة تذكر |
| مسدس رشاش PPSH-41        |  | وصلة=\|حدود الاتحاد السوفيتي                            | مدفع رشاش                |      | |
| م إف ب-63                |  | وصلة=\|حدود بولندا                                      | مدفع رشاش                |      | |
| كيرباينر 98ك             |  | وصلة=\|حدود ألمانيا النازية                             | بندقية الاكشن صاعقه      |      | قيد الاستخدام من قبل المجموعات القتالية من الطبقة العاملة وظل قيد الاستخدام القياسي حتى الستينيات واستمر تقديم الخدمة في ظروف محدودة                                   |
| موسين                    |  | وصلة=\|حدود الاتحاد السوفيتي                            | بندقية الاكشن صاعقه      |      | قيد الاستخدام من قبل المجموعات القتالية من الطبقة العاملة وفي الاستخدام القياسي حتى ستينيات القرن الماضي واستمرت في خدمتها في ظروف محدودة                              |
| بندقية هجومية 44 (StG44) |  | وصلة=\|حدود ألمانيا النازية                             | بندقية                   |      | بقي من الحرب العالمية الثانية ، وتستخدم حتى أوائل 1960s |
| SKS                      |  | وصلة=\|حدود الاتحاد السوفيتي                            | كاربين شبه التلقائي      |      | |
| أيه كيه أم               |  | وصلة=\|حدود الاتحاد السوفيتي · بولندا · ألمانيا الشرقية | بندقية                   |      | تم تصنيعها من قبل ترسانة الدولة كـ MPi-KM (الأسهم الثابتة، المتغيرات اللاحقة كانت من البلاستيك المرقط المميز) و MPi-KMS-72 (AKMS) مع سهم جانبي قابل للطي "coathanger". |
| أيه كيه-74               |  | وصلة=\|حدود الاتحاد السوفيتي · ألمانيا الشرقية          | بندقية                   |      | المتغيرات MPi-AK-74N ، MPi-AKS-74N ، المتغيرات MPi-AKS-74NK المصنوعة من ترسانة الدولة لفترة قصيرة تبدأ من عام 1983 (تم سحبها من الخدمة بعد لم الشمل الألماني )         |
| RPD                      |  | وصلة=\|حدود الاتحاد السوفيتي · </br>وصلة=\|حدود بولندا  | سلاح خفيف                |      | |
| آر بي كي                 |  | وصلة=\|حدود الاتحاد السوفيتي                            | سلاح خفيف                |      | |
| رشاش بي كي               |  | وصلة=\|حدود الاتحاد السوفيتي                            | مدفع رشاش للأغراض العامة |      | |
| دراغونوف                 |  | وصلة=\|حدود الاتحاد السوفيتي                            | المعينة بندقية الرماية   |      | |
| آر بي جي -7 د            |  | وصلة=\|حدود الاتحاد السوفيتي                            | ضوء AT سلاح              |      | |
| ر بي جي—18               |  | وصلة=\|حدود الاتحاد السوفيتي                            | ضوء AT سلاح              |      | |

المركبات المدرعة :
| اسم           | بلد المنشأ                                                                    | اكتب                      | كمية | ملاحظات                                                                                                 |
| ------------- | ----------------------------------------------------------------------------- | ------------------------- | ---- | --- |
| بي إم بي-1    | وصلة=\|حدود الاتحاد السوفيتي · وصلة=\|حدود تشيكوسلوفاكيا                      | مركبة القتال المشاة       |      | |
| بي إم بي-2    | وصلة=\|حدود الاتحاد السوفيتي · وصلة=\|حدود تشيكوسلوفاكيا                      | مركبة قتال المشاة         |      | (IFVs المتعقبة في وحدات Panzergrenadier من الخط الأول)                                                  |
| بي أر دي إم-1 | وصلة=\|حدود الاتحاد السوفيتي                                                  | سيارة دورية برمائية مدرعة |      | |
| بي أر دي إم-2 | وصلة=\|حدود الاتحاد السوفيتي                                                  | سيارة دورية برمائية مدرعة |      | |
| بي تي أر-40   | وصلة=\|حدود الاتحاد السوفيتي                                                  | حاملة جنود مدرعة          |      | |
| بي تي أر-50   | وصلة=\|حدود الاتحاد السوفيتي                                                  | حاملة جنود برمائية مدرعة  |      | |
| بي تي أر-60   | وصلة=\|حدود الاتحاد السوفيتي                                                  | حاملة جنود مدرعة          |      | |
| بي تي أر-70   | وصلة=\|حدود الاتحاد السوفيتي · وصلة=\|حدود East Germany                       | حاملة جنود مدرعة          |      | (APCs بعجلات في وحدات ميكانيكية ومحركات)                                                                |
| بي تي أر-80   | وصلة=\|حدود الاتحاد السوفيتي                                                  | حاملة جنود مدرعة          |      | (APCs بعجلات في وحدات ميكانيكية ومحركات)                                                                |
| بي تي أر-152  | وصلة=\|حدود الاتحاد السوفيتي                                                  | حاملة جنود مدرعة          |      | |
| بي تي-76      | وصلة=\|حدود الاتحاد السوفيتي                                                  | دبابة خفيفة برمائية       |      | |
| تي-34         | وصلة=\|حدود الاتحاد السوفيتي · وصلة=\|حدود بولندا · وصلة=\|حدود East Germany  | خزان متوسط                |      | في الخدمة كأول MBT للقوات البرية 1952-1965. بعد ذلك، يستخدم فقط في إصدارات الاسترداد / الهندسة المعدلة) |
| تي-54         | وصلة=\|حدود الاتحاد السوفيتي · وصلة=\|حدود بولندا · وصلة=\|حدود تشيكوسلوفاكيا | دبابة قتال رئيسية         |      | (الاحتياطي)                                                                                             |
| تي-55         | وصلة=\|حدود الاتحاد السوفيتي · وصلة=\|حدود بولندا · تشيكوسلوفاكيا             | دبابة قتال رئيسية         |      | (تمت الترقية إلى T-55AM القياسي)                                                                        |
| تي-72         | وصلة=\|حدود الاتحاد السوفيتي · وصلة=\|حدود بولندا · تشيكوسلوفاكيا             | دبابة قتال رئيسية         |      | (في وحدات Panzer الخط الأول)                                                                            |